# Семендяйка
Семендя́йка — село в Переславском районе Ярославской области России.
Расположено при речке Выжегде (Выжиге). Прежние названия — Семендяево, Благовещенское.

## История
Исторические сведения об этом селе очень скудны. В писцовых книгах 1628—1629 года записано за смольнянином Михаилом Вахрамеевым Румянцевым. Когда построена здесь в первый раз церковь, сведений не сохранилось. Известно только, что до построения здесь каменной церкви была деревянная церковь, но когда и кем она была построена, неизвестно.
Существующий в настоящее время в Семендяеве каменный храм построен в 1785 году на средства местного помещика Сушкова. Престолов в этом храме два: в холодном в честь Благовещения Пресвятой Богородицы, в приделе тёплом в честь святого Димитрия Селунского.
В 1930-х годах церковь была закрыта и разорена. В церковном здании был цех по изготовлению металлической сетки, потом склад удобрений. В 1960-х годах «уронили» колокольню.
Последний владелицей Семендяйки была Елизавета Григорьевна Журавлёва — внучка вице-адмирала Иллариона Афанасьевича Повалишина.

## Население
| 1859 | 2007 | 2010 |
| ---- | ---- | ---- |
| 76   | ↘10  | ↗13  |